# Campe
En la mitologia grega, Campe (en grec antic: Κάμπη, Kámpê, potser de κάμπος, kámpos 'monstre marí') era la guardiana a qui Cronos va encarregar vigilar el Tàrtar, on havia empresonat els ciclops i els hecatonquirs. És descrita com un monstre híbrid, amb cos de dona cobert d'escames a la meitat inferior, una cabellera arrissada de serps i un escorpí movent-se sobre les seves espatlles. Quan un oracle va prometre a Zeus la victòria sobre Cronos i els Titans si comptava amb l'ajut dels ciclops, Zeus va matar Campe i els va alliberar del Tàrtar perquè l'ajudessin a lluitar contra Cronos en la Titanomàquia.